# Габаны

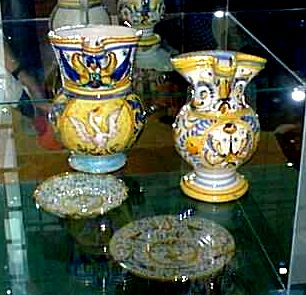
Габанский фаянс

Термин Габаны является парафразом для середины XVI-го века, после иммиграции гуттеритов в Словакию. После рекатолизации Словакии в XVIII в., этот термин относился к католицизированным гуттеритам, которые все ещё жили на фермах бывших братьев гуттеритов.

## Название
Имя Габаны (словац. habáni; нем. Habaner; венг. habánerek и венг. habánusok; ср.-франц. les habans), вероятно, восходит к еврейскому ha-banim (примерно: дети [Бога]). В первые годы своего существования представители анабаптистского движения не называли себя анабаптистами или даже перекрещенцами. В своих самоописаниях они в основном придерживались библейских указаний. В этом контексте термин "Дети Божьи" был очень распространенным, так как он также использовался на титульном листе статьи «Шляйтхейм» (братское объединение ряда «Детей Божьих», семь статей). В словацкой среде ha-banim затем стало популярным именем habáni, которое потом пришло оттуда в немецкий язык как Habaner.
Другое объяснение этого термина основано на термине «домохозяйство» для братских ферм гуттеритов.

## История

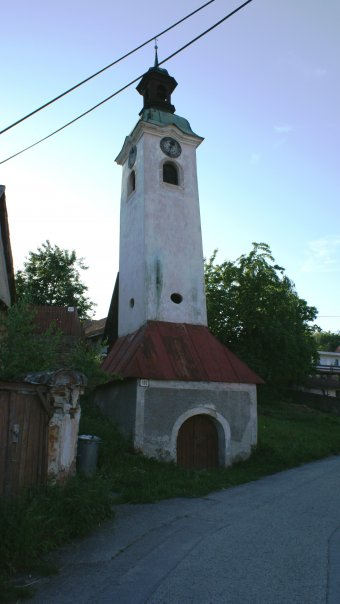
Церковь гуттеритов в Соботиште / Sobotischt в западной Словакии

По сей день гуттериты составляют деноминацию радикального анабаптистского движения Реформации. В XVI и XVII веке анабаптисты, названные в честь Якоба Гуттера, поселились преимущественно в южной Моравии и западной Словакии, спасаясь от преследований со стороны Германии и Швейцарии. В 1539 году произошло изгнание их из Нижней Австрии с распадом таких общин, как Эггенбург, Дразенхофен и Штайнебрунн. После начала Контрреформации в Моравии, в 1622 году, несколько тысяч гуттеритов переселились в Словакию, которая в то время ещё принадлежала Венгрии. Здесь они жили и работали в основном закрытыми коммунитарными сообществами (известными как братские фермы или «домохозяйства»). Благодаря своим ремеслам и знаниям в области виноградарства и фармации они оказали большое влияние на свое окружение. Фаянсовая керамика Габанов, произведенная гуттеритами, также хорошо продавалась. Для гуттеритов, поселившихся в Словакии, термин габаны вскоре стал использоваться в окружающей словацкой среде. Даже после насильственной рекатолизации Словакии в середине XVIII в., термин для бывших гуттеритов, а ныне католиков, жителей Брудерхёфе, использовался до конца XIX века. Частично продолжали существовать кооперативные структуры братских хозяйств ещё в начале XX века. В конце XIX века в западной Словакии было несколько немецкоязычных габанов. Тем не менее до середины XX века габаны в значительной степени были славянизированы. Этот термин все ещё живёт сегодня в форме фаянса Habaner, ранее производившегося гуттеритами. Многие из гуттеритов, эмигрировавших в Северную Америку, также происходили из габанов.